# 수집

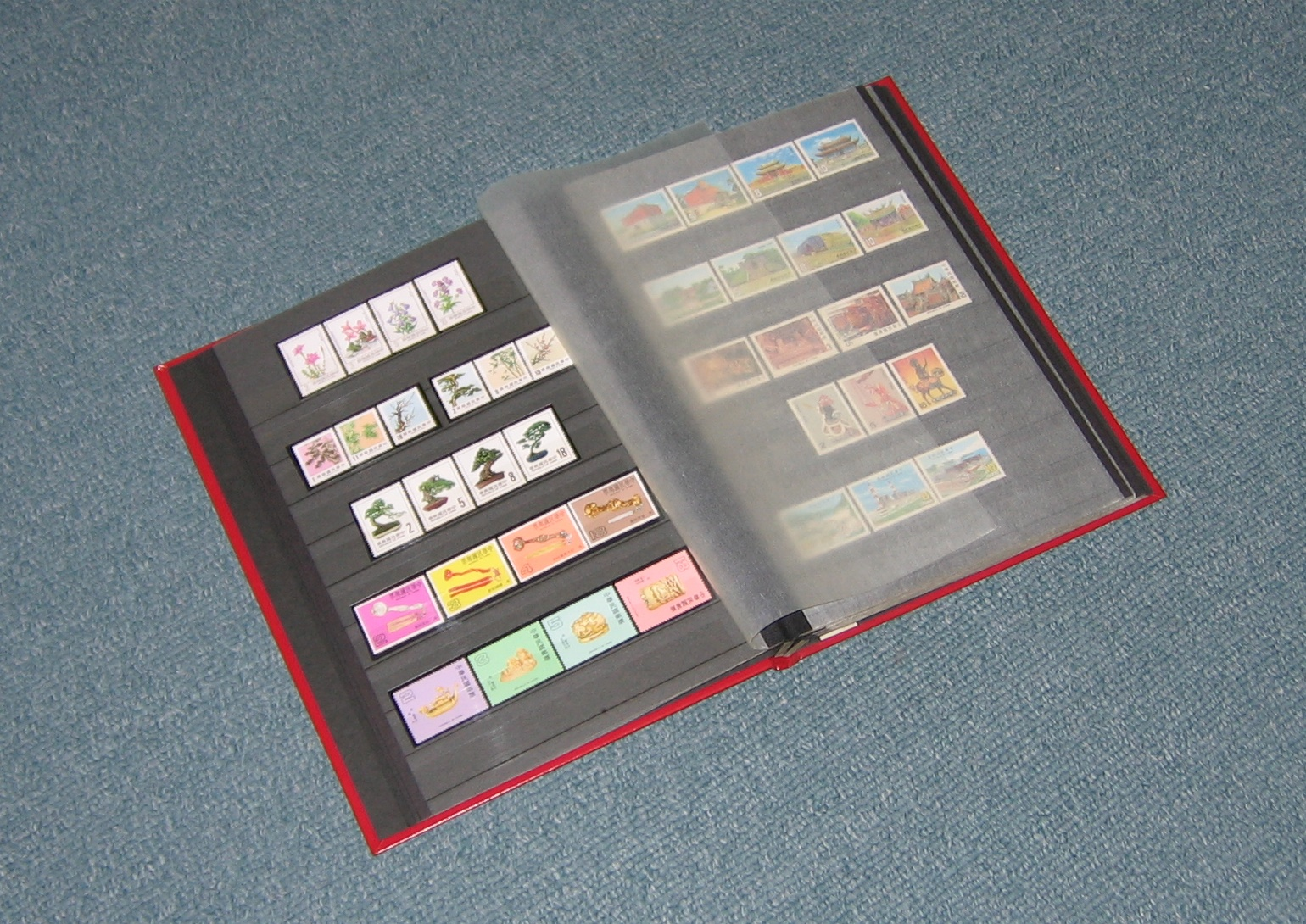
우표 수집에 사용되는 우표 앨범

수집(蒐集)은 취미나 연구를 목적으로 어떤 대상을 모으는 행위를 말한다. 그 대상은 수집품 또는 소장품으로 부르며 우표(우취)나 미술품 등이 될 수도 있다. 수집을 하는 사람은 수집가(蒐集家)라고 부른다.

## 역사
수집하는 일은 매우 오래된 문화적 역사를 함께한다. 이집트의 프톨레마이오스 왕조는 전 세계에 알려진 모든 책들을 알렉산드리아 도서관에 수집하여 보관하였다.

## 저명한 수집가
- J. P. 모건 - 수집 물품은 다양함. (주로 보석)
- 조지 5세 - 우표
- 게디 리 - 베이스 기타

## 같이 보기
- 사재기
- 채집
- 분류:수집가